# Doryctomorpha tertiaria
Doryctomorpha tertiaria är en stekelart som beskrevs av Charles Thomas Brues 1933. Doryctomorpha tertiaria ingår i släktet Doryctomorpha och familjen bracksteklar. Inga underarter finns listade i Catalogue of Life.